# 斯拉沃米尔·巴顿
斯拉沃米尔·巴顿（捷克語：Slavomír Bartoň，1926年1月22日—2004年1月16日），捷克男子冰球运动员。他曾代表捷克斯洛伐克参加1952年和1956年冬季奥林匹克运动会冰球比赛，分别获得第四名和第五名。